# O Assalto ao Trem Pagador
O Assalto ao Trem Pagador é um filme brasileiro de 1962, do gênero policial, dirigido por Roberto Farias. Baseado numa história real, a obra retrata o famoso assalto contra o trem de pagamentos da Estrada de Ferro Central do Brasil, ocorrido às 08h30 do dia 14 de junho de 1960. O crime aconteceu nas proximidades da Estação Japeri, em Japeri, Rio de Janeiro, no km 71 do extinto trecho da Linha Auxiliar da empresa e que ligava a Estação Japeri à Estação Botais, em Miguel Pereira.
Em novembro de 2015, o filme entrou na lista feita pela Associação Brasileira de Críticos de Cinema (Abraccine) dos 100 melhores filmes brasileiros de todos os tempos. Foi listado por Jeanne O Santos, do Cinema em Cena, como "clássico nacional".

## Sinopse
Grilo é um inteligente delinquente da cidade que finge trabalhar para um poderoso chefe de quadrilha, a quem chama de "Engenheiro". Com isso, convence Tião Medonho e outros bandidos de uma favela a roubar um trem de pagamentos. A ousadia do crime faz a polícia suspeitar de uma quadrilha de bandidos internacionais, enquanto os assaltantes se misturam à realidade da pobreza e da violência brasileiras.
Os criminosos fazem um pacto para não gastar o dinheiro roubado antes de um ano, a fim de não levantar suspeitas. Mas Grilo quebra o acordo por achar que sua boa aparência o torna diferente dos outros, o que acaba por despertar a ira dos demais. Grilo então diz que o Engenheiro preparou um novo golpe, mas na verdade é uma armadilha para se livrar dos comparsas.

## Elenco
- Reginaldo Faria .... Grilo Peru
- Grande Otelo .... Cachaça
- Eliezer Gomes .... Tião Medonho
- Jorge Dória .... delegado
- Ruth de Souza .... Judith
- Luíza Maranhão .... Zulmira
- Miguel Ângelo... Miguel "Gordinho"
- Helena Ignez .... Marta
- Átila Iório .... Tonho
- Miguel Rosenberg .... Edgar
- Dirce Migliaccio .... mulher de Edgar
- Clementino Kelé .... Lino
- Gracinda Freire .... mulher de Miguel (não creditada)
- Oswaldo Louzada

## Prêmios e indicações
- Prêmio Saci 1962 de Melhor ator coadjuvante (Jorge Dória), Melhor atriz coadjuvante (Dirce Migliáccio) e Melhor Roteiro (Roberto Farias)
- Prêmio Governador do Estado de São Paulo 1962, Melhor Roteiro (Roberto Farias)
- V Festival de Cinema de Curitiba 1962, Melhor atriz coadjuvante (Luíza Maranhão), Revelação (Eliezer Gomes)
- Troféu Cinelândia 1962, Revelação (Eliezer Gomes)
- Festival de Cinema da Bahia 1962, Melhor Filme, Melhor Ator (Eliezer Gomes), Melhor atriz coadjuvante (Luíza Maranhão), Melhor Roteiro (Roberto Farias)
- Festival de Lisboa, Portugal, 1963, Prêmio Caravela de Prata
- Festival de Arte Negra, Senegal, 1963, Prêmio Especial do Júri
- Representou o Brasil no Festival de Veneza de 1962[7][8]